# Iveta Šranková
Iveta Šranková (n. 1 octombrie 1963, Zlaté Moravce, Nitriansky kraj, Slovacia) este o jucătoare de hochei pe iarbă ce a reprezentat Cehoslovacia, medaliată olimpică. A participat la o ediție a Jocurilor Olimpice (1980) în care a câștigat o medalie de argint.

## Participări
Lista de mai jos prezintă principalele competiții la care a participat Iveta Šranková de-a lungul carierei.
- Jocurile Olimpice de vară din 1980[2]